# Onthophilus irregularis
Onthophilus irregularis är en skalbaggsart som beskrevs av Henry Fuller Howden och Laplante 2003. Onthophilus irregularis ingår i släktet Onthophilus och familjen stumpbaggar. Inga underarter finns listade i Catalogue of Life.